# Небо в алмазах
«Небо в алмазах» — криминальная комедия Василия Пичула, премьера которой состоялась на 21-м Московском международном кинофестивале в 1999 году.
По признанию режиссёра, большая часть денег была потрачена на съёмку оперного эпизода.

## Сюжет
Жанр фильма сложно определить — от комедии абсурда до криминальной драмы.
Главный герой комедийного боевика, Антон Чехов, вырос в детдоме и мечтает стать писателем, но занимается грабежом сейфов. Написанная им фантастическая книга стала началом романа с девушкой Викой.

## В ролях
- Николай Фоменко — Антон Чехов
- Алла Сигалова — Нина
- Анжелика Варум — Вика
- Александр Семчев — Игорь Кощеев
- Валентин Гафт — заместитель министра
- Анна Михалкова — Зина
- Гарик Сукачёв — Коперник
- Анна Киреева — Попова
- Мария Киреева — Климова
- Борис Шувалов — издатель
- Роман Радов — поэт Лобиков
- Владимир Толоконников — президент России
- Андрей Бронников — «Ферзь»
- Сергей Габриэлян — доктор
- Алексей Якубов — Лутов
- Александр Резалин — Ихтиандр
- Елена Бушуева — Аэлита
- Валентин Варецкий —  полковник
- Виктор Владиславлев —  полковник
- Александр Боровиков — 3-й полковник
- Андрей Батуханов — главный мафиози
- Хуат Ахметов —  мафиози
- Валерий Деркач —  мафиози
- Али Ибрагимов — мафиози
- Владимир Карпович —  мафиози
- Максим Мамацашвили —  мафиози
- Тимофей Фокин —  мафиози
- Валентина Березуцкая — дворничиха
- Наталия Потапова — воспитательница
- Наталья Позднякова — директор детского дома
- Илья Уткин — агент
- Михаил Сёмин — напарник агента
- Елена Богинская — гримёр
- Кристина Кравченко — помощник гримера
- Наталья Колмыкова — тележурналист
- Евгений Батов —  боевик
- Виктор Гущин —  боевик
- Геннадий Лескив —  боевик
- Андрей Тюгай —  боевик
- Александр Федин —  боевик
- Инна Сухарева — дежурная в больнице
- Олег Демидов — прапорщик в тюрьме
- Евгений Тетервов — охранник издателя
- Олег Лагодинский — парикмахер
- Евгений Стычкин — дознаватель
- Светлана Щипанская — врач-рентгенолог

## Создатели фильма
- Режиссёр-постановщик: Василий Пичул
- Автор сценария: Мария Хмелик
  - при участии Бориса Бабкина
- Оператор: Андрей Макаров
- Композитор: Алексей Шелыгин
- Художники: Андрей Макаров, Василий Пичул
  - при участии Владимира Ярина и Алексея Леоновича
- Звукорежиссёр: Ян Потоцкий
- Художник по костюмам: Екатерина Котова
- Режиссёр монтажа: Ольга Гриншпун
- Директор картины: Никита Клебанов
- Продюсеры: Раиса Фомина, Олег Ботогов, Сергей Члиянц, Сильвен Бюрстен
- Консультант французского продюсера: Жоэль Шапрон
- Компания-производитель: «СоюзКино», «Интерсинема-Арт», «Parnasse International», совместно с Госкино России и Arte France Cinema
- Права на реализацию: Pygmalion Production Film Studio Ltd.

## Российская съёмочная группа
- Режиссёр: Юрий Крючков
- Ассистенты режиссёра по актёрам: Ольга Логинова, Виталий Веденин
- Помощник режиссёра: Вера Дубачева
- Ассистент по монтажу: Татьяна Маркелова
- 1-е ассистенты оператора: Олег Лагодинский, Сергей Лопатин
- 2-й ассистент оператора: Алексей Глухов
- Музыкальный редактор: Константин Шевелёв
- Запись музыки: Геннадий Папин, Аркадий Гурвич
- Симфонический оркестр им. С. В. Рахманинова
  - Дирижёр: Андрей Чистяков

## Награды
- Премия «Золотой Овен» 1999 за лучшую музыку[3][4]
- Оператор Андрей Макаров номинировался на премию «Ника»[5]
- Специальное упоминание жюри кинопрессы «За алмазную твердость режиссерского стиля» на кинофестивале «Киношок» (Анапа, сентябрь 1999 г.)[6]